# Sant Antolí d'Aitona
Sant Antolí d'Aitona és una església parroquial del municipi d'Aitona (Segrià) inclosa en l'Inventari del Patrimoni Arquitectònic de Catalunya.

## Descripció
Església de tres naus de la mateixa alçada, encara que més estretes les laterals. Al creuer s'alça una cúpula semiesfèrica nervada que, exteriorment, es tradueix en un cimbori poligonal. La nau central és capçada per un absis pentagonal. La façana, d'estil barroc, està flanquejada per dues torres quadrangulars, una d'elles inacabada. La portalada, d'arc de mig punt, està emmarcada per una rica decoració amb columnes, volutes i imatges; per sobre hi ha un rosetó i una motllura decorativa que va d'un costat a l'altre de la façana. La façana acaba en una forma triangular amb una creu al vèrtex.

## Història
L'església de Sant Antolí va ser construïda al segle xviii i es va fer servir la pedra del castell d'Aitona. Al Juliol de 1936, l'església va ser assalta diverses vegades i es van destruir els altars, els confessionaris, les voltes,... Durant aquesta època, l'edifici es va fer servir com a magatzem i com a taller de cotxes i camions.